# Diocesi di Badulla
La diocesi di Badulla (in latino Dioecesis Badullana) è una sede della Chiesa cattolica in Sri Lanka suffraganea dell'arcidiocesi di Colombo. Nel 2022 contava 17.980 battezzati su 1.562.400 abitanti. È retta dal vescovo Echchampulle Arachchige Jude Nishanta Silva.

## Territorio
La diocesi comprende la provincia Uva, nella parte interna sud-orientale dello Sri Lanka.
Sede vescovile è la città di Badulla, dove si trova la cattedrale di Santa Maria.
Il territorio si estende su 8.500 km² ed è suddiviso in 21 parrocchie.

## Storia
La diocesi è stata eretta il 18 dicembre 1972 con la bolla Cum ob suscepta di papa Paolo VI, ricavandone il territorio dalla diocesi di Kandy.

## Cronotassi dei vescovi
Si omettono i periodi di sede vacante non superiori ai 2 anni o non storicamente accertati.
- Leo Nanayakkara, O.S.B. † (18 dicembre 1972 - 28 maggio 1982 deceduto)
- Edmund Joseph Fernando, O.M.I. † (5 dicembre 1983 - 3 marzo 1997 ritirato)
- Julian Winston Sebastian Fernando, S.S.S. (3 marzo 1997 - 30 gennaio 2023 ritirato)
- Echchampulle Arachchige Jude Nishanta Silva, dal 30 gennaio 2023

## Statistiche
La diocesi nel 2022 su una popolazione di 1.562.400 persone contava 17.980 battezzati, corrispondenti all'1,2% del totale.
| anno | popolazione | popolazione | popolazione | presbiteri | presbiteri | presbiteri | presbiteri                | diaconi | religiosi | religiosi | parrocchie |
| anno | battezzati  | totale      | %           | numero     | secolari   | regolari   | battezzati per presbitero | diaconi | uomini    | donne     | parrocchie |
| ---- | ----------- | ----------- | ----------- | ---------- | ---------- | ---------- | ------------------------- | ------- | --------- | --------- | ---------- |
| 1980 | 12.565      | 893.000     | 1,4         | 7          | 7          |            | 1.795                     |         | 4         | 45        | 18         |
| 1990 | 17.113      | 952.000     | 1,8         | 30         | 23         | 7          | 570                       |         | 11        | 68        | 15         |
| 1999 | 20.848      | 1.455.977   | 1,4         | 36         | 26         | 10         | 579                       |         | 21        | 75        | 17         |
| 2000 | 21.139      | 1.465.090   | 1,4         | 34         | 24         | 10         | 621                       |         | 21        | 72        | 17         |
| 2001 | 21.415      | 1.477.145   | 1,4         | 42         | 29         | 13         | 509                       |         | 25        | 71        | 17         |
| 2002 | 21.720      | 1.610.000   | 1,3         | 37         | 26         | 11         | 587                       |         | 37        | 70        | 17         |
| 2003 | 21.925      | 1.611.000   | 1,4         | 40         | 28         | 12         | 548                       |         | 26        | 71        | 17         |
| 2004 | 21.985      | 1.614.000   | 1,4         | 39         | 28         | 11         | 563                       |         | 27        | 71        | 18         |
| 2006 | 15.144      | 1.651.000   | 0,9         | 42         | 27         | 15         | 360                       |         | 25        | 70        | 19         |
| 2012 | 18.635      | 1.724.000   | 1,1         | 42         | 32         | 10         | 443                       |         | 34        | 72        | 19         |
| 2015 | 17.960      | 1.464.800   | 1,2         | 41         | 30         | 11         | 438                       |         | 24        | 75        | 19         |
| 2018 | 18.195      | 1.512.700   | 1,2         | 44         | 33         | 11         | 413                       |         | 13        | 82        | 19         |
| 2020 | 18.340      | 1.545.190   | 1,2         | 44         | 30         | 14         | 416                       |         | 17        | 79        | 20         |
| 2022 | 17.980      | 1.562.400   | 1,2         | 40         | 26         | 14         | 449                       |         | 17        | 72        | 21         |